# ألفريدو كاراسكو
ألفريدو كاراسكو (بالإسبانية: Alfredo Carrasco)‏ هو ملحن مكسيكي، ولد في 4 مايو 1875 في كولياكان في المكسيك، وتوفي في 31 ديسمبر 1945.

## وصلات خارجية
- ألفريدو كاراسكو على موقع ميوزك برينز (الإنجليزية)